# Schefflera kornasii
Schefflera kornasii là một loài thực vật có hoa trong Họ Cuồng cuồng. Loài này được Grushv. & Skvortzova miêu tả khoa học đầu tiên năm 1966.